# 小行星8826
小行星8826（8826 Corneville）是一颗绕太阳运转的小行星，为主小行星带小行星。该小行星于1988年8月13日发现。
小行星8826以法國作曲家羅貝爾·普朗凱特的歌劇《科爾納維勒的鐘》的登場角色科爾納維勒命名。

## 轨道参数
小行星8826的轨道半长轴为3.1690130 UA，离心率为0.181。